# Олейник, Георгий Семёнович
Гео́ргий Семёнович Оле́йник (1944, Лесовая Волица) — бывший генерал-полковник, главный финансист Минобороны России в 1996—2001 годах.
29 апреля 2002 года был осуждён за превышение должностных полномочий по «делу ЕЭСУ и Минобороны», но через три месяца амнистирован как орденоносец, в 2003 году реабилитирован Президиумом Верховного суда России «в связи с отсутствием состава преступления». Таким образом, по громкому «делу ЕЭСУ и Минобороны России» был осуждён лишь один Георгий Олейник, но и он вскоре был реабилитирован.
Однако в том же 2003 году Олейник был осуждён по делу о продаже «облигаций валютного займа» (дело не связано с ЕЭСУ); по указанному делу лишён всех званий и наград, отбыл в заключении три года, не реабилитирован.

## Биография
Георгий Семёнович Олейник родился в 1944 году в селе Лесовая Волица Хмельницкой области Украинской ССР.
Его отец проживал в Хмельницкой области до своей смерти летом 2002 года, в возрасте 86 лет.

### Военная карьера
В 1965 году окончил Ярославское военное финансовое училище им. Хрулёва.
В 1976 году окончил Военный факультет при Московском финансовом институте.
Карьеру начинал начфином батальона химзащиты в Белорусском округе. Служил в Забайкальском, Прикарпатском округах (в Прикарпатском округе служил в 1976—1979 годах, начальником финотдела дивизии), в ГСВГ; возглавлял финслужбы Приволжско-Уральского и Среднеазиатского округов. В 1993 году ему было присвоено звание генерал-майора.
В 1993 году переведён в Москву, на должность заместитель начальника Военной академии экономики, финансов и права Вооруженных Сил РФ по учебной и научной работе.
В 1994—1996 годах служил начальником Военного финансово-экономического факультета при Финансовой академии при Правительстве РФ.
С октября 1996 по январь 2001 года — начальник Главного управления военного бюджета и финансирования Минобороны, к этому времени году достиг звания генерал-полковника; был награждён орденом «За службу Родине в Вооружённых Силах СССР III степени» и медалью ордена «За заслуги перед Отечеством».
Заслуженный экономист Российской Федерации, кандидат экономических наук.

## Уголовные дела в отношении Георгия Олейника
В 2002—2003 годах Георгий Олейник был осуждён по двум уголовным делам:
1) По «делу ЕЭСУ» Олейник был осуждён 29 апреля 2002 года «за превышение должностных полномочий», но 16 августа 2002 года был амнистирован, а 26 ноября 2003 года был полностью реабилитирован по данному делу решением Президиума Верховного суда РФ «в связи с отсутствием состава преступления». Олейник находился под арестом по «делу ЕЭСУ» три с половиной месяца.
2) В 2003 году осуждён по «делу о переуступке валютных облигаций „Военбанку“» (не связанному с Юлией Тимошенко и ЕЭСУ) по обвинению в «превышении должностных полномочий». Находился в заключении три года (2002—2005).
После лета 2005 года Олейник более не привлекался к уголовной ответственности.

### Дело обоблигациях валютного займа
1 августа 2002 года Георгию Олейнику было предъявлено обвинение в превышении должностных полномочий при продаже «облигаций внутреннего валютного займа» в 1998 году.
24 июля 2003 года Московским гарнизонным военным судом генерал-полковник Георгий Олейник был приговорён:
- к пяти годам лишения свободы (в колонии общего режима) за «превышение должностных полномочий» при продаже по заниженной цене государственных облигаций внутреннего валютного займа в 1998 году «Военбанку» (облигации находились в доверительном управлении у Минобороны), чем нанёс государству ущерб в 60 млн долларов[7];
- также лишён воинского звания, почётных званий и государственных наград, а также права занимать государственные должности в течение трёх лет. Гражданский иск Минобороны на взыскание с Олейника 60 млн. 397 тыс. долларов и 344 млн рублей суд не удовлетворил[9].

Олейник вину не признал; в последнем слове он сказал, что передавал облигации валютного займа Военбанку по поручению министра обороны Игоря Сергеева, который спасал Военбанк от финансового краха (на счетах банка хранились значительные средства военного ведомства). Бывший министр обороны Игорь Сергеев, в свидетельских показаниях в суде, признал, что принимал решение о санации банка, но «в детали не вникал».
19 июля 2005 года Георгий Олейник был досрочно освобожден из колонии. По данному делу пробыл в заключении три года.

## Три договора Минобороны России и ЕЭСУ о поставках стройматериалов с Украины
В 1996—1997 годах было заключено три договора Минобороны России с ЕЭСУ на поставку стройматериалов, все договоры подписывались без участия Олейника. Он лишь подписал платёжки на перечисление денег по второму и третьему договору (на момент подписания роковой «платёжки по второму договору» Олейник проработал в должности руководителя главка лишь один месяц):
1) Первый договор был заключён возглавлявшей ЕЭСУ Юлией Тимошенко и Министром обороны РФ Грачёвым в мае 1996 года, сумма договора была 300 млн долларов. Это происходило ещё до назначения Олейника на должность главного финансиста Минобороны. Все стройматериалы, как сказал Олейник, были поставлены в полном объёме: «Поставили, хотя в сроки не уложились. И всё равно благодаря этим поставкам Министерству обороны удалось выжить. Отремонтировали казармы, госпиталя, теплосети — когда бы ещё государство начало давать деньги! В общем, перезимовали»;
2) Второй и третий договоры (на 250 и 200 млн долларов, от 28 ноября 1996 и 3 марта 1997), были подписаны в бытность министра обороны Родионова, и активное участие в оформлении договора принимал первый зам. министра финансов Вавилов. По двум этим договорам было поставлено стройматериалов на сумму 123 млн долларов; но с середины 1998 года правительство Украины, по словам Олейника, запретило ЕЭСУ поставлять материалы в Россию, отобрав у ЕЭСУ «лицензию на внешнеэкономическую деятельность».

### Второй и третий договоры (на 250 и 200 млн долларов)
В 1996 году Украина имела значительные долги за газ перед Россией (около 450 млн долларов), и премьер-министр Украины Лазаренко предложил погасить эти долги стройматериалами. С руководством российского правительства была согласована схема платежей — все платежи были проведены в течение одного банковского дня, и деньги не покидали пределы России и одного банка (пресса[какая?] постоянно публиковала недостоверную информацию, что «из России было уведено за кордон 450 млн долларов»).
Газпром получил от двух российских банков кредит на сумму 450 миллионов долларов. Из этой суммы он погасил свой долг перед гос. бюджетом. Из гос. бюджета деньги были перечислены в Минобороны. Минобороны сделало предоплату за строительные материалы компании United Energy International Ltd., являющейся соучредителем и агентом ЕЭСУ. United Energy International Ltd. немедленно перечислила деньги Газпрому, погашая долг Украины за природный газ. Газпром возвратил банковский кредит, взятый на один день. Вся операция заняла один банковский день.

### Причины срыва второго и третьего договоров
Георгий Олейник рассказывал в апреле 2002 года (корреспонденту газеты «Московский комсомолец»):

Поначалу «ЕЭС Украины» свои обязательства начали выполнять. Было поставлено имущества примерно на 123 миллиона, но вдруг президент (Ельцин) вводит НДС на все товары с Украины: двадцать процентов. Соответственно, цена стройматериалов растёт. Это тем более странно, что руководитель Госналогслужбы Артюхов был в числе тех, кто подписывал соглашение. Только-только отбились от НДС (НДС отменили) — новая напасть: украинское правительство отбирает у «ЕЭС Украины» право на внешнеэкономическую деятельность, а это значит, что ничего больше поставлять они нам не могут.
Этот запрет для ЕЭСУ на внешнеэкономическую деятельность произошёл в середине 1998 года — то есть правительство Украины (президент Кучма) фактически само запретило ЕЭСУ поставлять материалы в Россию с середины 1998 года. После остановки поставок Минобороны России (в том числе финансовый главк Олейника) направило множество письменных обращений во все инстанции, обращались к премьер-министру, президенту, к украинскому правительству, но безрезультатно.

### Лица, подписавшие договоры на 250 и 200 млн долларов
Проведение указанные взаимозачётов было оформлено двумя договорами. Олейник в открытом письме в «Независимую газету» от 13 января 2001 (которое он просил опубликовать без купюр) писал, что «Договор между ЕЭСУ и Газпромом» был заключён 29 декабря 1995 года (на основании межправительственного соглашения от 18.2.1994). В рамках этого договора Минфин России принял решение о поставках материально-технических ценностей с Украины, в качестве бартерной оплаты за газ — Минфин России издал приказ № 247 от 30 апреля 1996 года. На основании этого приказа:
- 28 ноября 1996 года было подписано первое соглашение (на 250 млн долларов);
- 3 марта 1997 года было подписано второе соглашение (на 200 млн долларов).

На каждом из этих договоров стояли семь подписей и семь печатей, поэтому Олейник называл его «семисторонним соглашением»:
1. От «Газпрома» подписывали: и. о. председателя РАО «Газпром» Шеремет; во второй раз — председатель «Газпрома» Рем Вяхирев.
2. Министр обороны России И. Н. Родионов. На втором соглашении «печать Минобороны резко отличается от настоящей»[13], подпись министра Родионова под вторым соглашением тоже не похожа на подлинную (Родионов не помнит, чтобы он визировал этот документ)[13].
3. Первый заместитель министра финансов России А. П. Вавилов.
4. От Государственной налоговой службы подписали: руководитель Госналогслужбы (в ранге заместителя Председателя Правительства Российской Федерации) В. Г. Артюхов; во второй раз — первый заместитель руководителя Госналогслужбы Павлов.
5. Президент корпорации ЕЭСУ Ю. В. Тимошенко.
6. От банка-кредитора: первый заместитель председателя правления Национального резервного банка Ю. А. Кудимов; во второй раз — старший вице-президент банка Империал В. М. Столяренко.
7. Управляющий английской компании «United Energy Ltd.» Ш. Э. Аксой.

В соответствии с этими соглашениями целевые средства, выделенные казначейством России, были перечислены двумя платежами по назначению. За подписание этих платёжек и судили Олейника (при этом судебная экспертиза установила, что подпись Олейника под второй платёжкой является скорее поддельной).

### Лица, в отношении которых были возбуждены уголовные дела по «делу ЕЭСУ и Минобороны»
После всех расследований и судебных заседаний по «делу ЕЭСУ и Минобороны» Георгий Олейник оказался единственным из участников российско-украинских газовых взаимозачётов, кто попал под суд, получив три года колонии. Затем приговор отменили, и он был оправдан. Однако позже по другому обвинению осуждён на пять лет, лишён звания и наград.
Главная военная прокуратура России начала расследовать «дело ЕЭСУ и Минобороны» в марте 2000 года. А в 2001 году были возбуждены дела в отношении семи чиновников России и в отношении Ю. Тимошенко:
1) Генерал-полковник Олейник и его подчинённые в финансовом главке Минобороны: главбух главка генерал-майор Евгений Дацко (сразу же подал рапорт об увольнении в запас); начальники управлений главка генерал-майоры Леонид Герасименко и Анатолий Воробьев. Однако они не были осуждены, а дела в отношении них вскоре были прекращены.
2) Два подполковника из ЦУМР (Центрального управления материальных ресурсов и внешнеэкономических связей Минобороны РФ) Александр Изгагин и Борис Чурилов. Они были оправданы судом в 2003 году.
3) Первый заместитель министра Финансов РФ А. Вавилов. Дело по нему было прекращено в первых числах декабря 2001 года (то есть за неделю до передачи в суд дела Олейника).
4) Дело в отношении Ю. Тимошенко было прекращено в России в декабре 2005 года с формулировкой «в связи с истечением срока давности» (на Украине дела прекращены в 2005 году: в январе — генпрокурором, в ноябре 2005 года все дела прекращены Верховным судом Украины).

## Хронология расследования «дела ЕЭСУ и Минобороны» в отношении Олейника

### Первая проверка в 1998 году. Возбуждение уголовного дела в 2000 году
Ещё в 1998 году Главная военная прокуратура России проводила проверку относительно «договоров с ЕЭСУ»; в том же году проходила ревизия фининспекции Минобороны России (фининспекцию возглавлял генерал-лейтенант Каримов) — нарушений не обнаружили. Однако в марте 2000 года Главная военная прокуратура возбудила уголовное дело по факту нарушений при поставке стройматериалов по Договору с ЕЭСУ.

### Расследование и суд по «делу ЕЭСУ и Олейника», 2000—2002
В рамках «дела ЕЭСУ» генерал-полковнику Олейнику было предъявлено обвинение по статье 286, часть 3, пункт «в» Уголовного кодекса России (превышение должностных полномочий с причинением тяжких последствий). Следует подчеркнуть, прокуратура никогда не обвиняла Олейника в «получении взяток».
28 ноября 2000 года его пригласили на допрос в прокуратуру, взяли подписку о невыезде, в тот же день провели обыски в кабинете, дома, на даче. Олейник подчеркнул, что следователи были удивлены, когда увидели его «генеральскую дачу» — одноэтажный сарай восемь на десять, участок — шесть соток. 29 декабря 2000 года президент Путин издал Указ о временном отстранении Георгия Олейника от занимаемой должности, до окончания расследования.
Лишь через год (10 декабря 2001) Главная военная прокуратура РФ завершила расследование дела и направила его в суд. Информагентства сообщили, что Георгий Олейник, якобы по своей инициативе, перечислил 450 млн долларов на Украину на счета английской компании «United Energy International Ltd.» в счёт оплаты стройматериалов для Минобороны, но «никаких поставок осуществлено не было».
12 марта 2002 года Московский гарнизонный военный суд начал рассмотрение дела Олейника. 24 апреля 2002 года Олейник выступил в суде с последним словом. Он не признал вины и потребовал возвратить его дело на дорасследование. Он заявил, что:
- При подписании документов был «простым стрелочником»[22]. Олейник подчеркнул, что подписал платёжные документы на перевод денег, выполняя соглашения, подписанные вышестоящими должностными лицами. «На том этапе я не считал подписанные соглашения незаконными, у меня не было на это оснований, я расценивал их как ещё один этап погашения задолженности Украины за российский газ»[22];
- Олейник подчеркнул, что считает необоснованным обвинение в нарушении законодательства о валютных операциях, поскольку «никакого вывоза капитала из страны не было — все операции были проведены в течение одного дня в одном банке, из которого деньги даже не уходили, поэтому речь о получении лицензии от Центробанка не шла»[22];
- Также Олейник подверг сомнению решение Генпрокуратуры о прекращении уголовного дела в отношении первого заместителя министра финансов РФ Андрея Вавилова, напомнив, что сам он вынужден был подписать распоряжение о перечислении денег лишь после звонка от Вавилова, который «прямо заявил о возможных негативных последствиях для меня»[22].

Гособвинитель заявил, что ущерб от сделки составил 327 млн долларов. Олейник же напомнил, что Арбитражный суд Москвы удовлетворил иски Главной военной прокуратуры о взыскании этих сумм с украинской стороны. Гособвинитель потребовал приговорить генерал-полковника Георгия Олейника к четырём с половиной годам лишения свободы с лишением воинского звания и лишением права в течение ещё трёх лет занимать руководящие должности на государственной службе.
На суде главный военный прокурор предложил переквалифицировать обвинение Олейнику на «халатность», чтобы сразу же его амнистировать, но Генеральная прокуратура (ответ подписал Юрий Бирюков) ответила отказом.
Во время суда по «делу ЕЭСУ и Минобороны» — почти все свидетели говорили о непричастности Олейника, а в качестве инициатора «соглашения о поставке стройматериалов» называли Вавилова. Также экспертиза установила, что:
- на одной из двух платёжек — подпись генерала Олейника подделана (а судили Олейника именно за «подписии на двух платёжках»)[13];
- также подделанной оказалась подпись Л.Куделиной (бывшего начальника оборонного департамента Минфина)[13];
- на втором соглашении — «печать Минобороны резко отличается от настоящей»[13]; подпись министра Родионова под вторым соглашением тоже не похожа на подлинную (Родионов не помнит, чтобы он визировал этот документ)[13].

29 апреля 2002 года Олейника приговорили к трём годам лишения свободы, к лишению воинского звания и возможности занимать государственные должности в течение трёх лет после освобождения. Его взяли под стражу в зале суда. Адвокат Олейника Ада Яковлева заявила, что обжалует приговор в Московском окружном военном суде, в судах России, а также, если понадобится, «даже за рубежом».

#### Комментарии относительно суда над Олейником
Экс-министр обороны Игорь Родионов сказал в декабре 2000 года, когда Олейнику были предъявлены обвинения: «Его просто подставили. Это грязное дело, в которое Олейник, сам того не желая, попал».
Газета «Московский комсомолец» писала во время суда над Олейником по «делу ЕЭСУ и Минобороны» (апрель 2002):

«Абсолютное большинство комментаторов сходится в едином мнении: Олейник — лишь „козёл отпущения“. На него переваливают совсем чужую вину», «Генпрокуратура понимает: в противном случае за пропавшие деньги придётся отвечать Вавилову и Черномырдину».
По состоянию на 2007 год все дела по «договорам ЕЄСУ и Минобороны России» были закрыты, а Олейник оказался единственным (в России и на Украине), кто был осуждён по громкому «делу ЕЭСУ и Минобороны России», но впоследствии и Олейник был реабилитирован.

### Амнистия и реабилитация Георгия Олейника по делу ЕЭСУ, 2002—2003
После осуждения Г. Олейника его адвокаты подали кассационную жалобу с требованием применить к нему амнистию, как к орденоносцу, который осуждён впервые на срок не более трёх лет. 16 августа 2002 года Московский окружной военный суд (МОВС) амнистировал Олейника по делу ЕЭСУ, однако Олейник был тотчас арестован уже по другому делу (о продаже валютных облигаций). 2 октября 2002 года президиум МОВС отклонил протест Главного военного прокурора, который стремился отменить «амнистию Олейника», и одновременно президиум МОВС принял решение о уменьшении срока «по приговору Олейника по делу ЕЄСУ, от 29 апреля 2002» до двух лет лишения свободы.
26 ноября 2003 года Президиум Верховного суда РФ отменил обвинительный приговор, вынесенный бывшему главному финансисту Минобороны Георгию Олейнику по «делу ЕЭСУ», и прекратил указанное дело за отсутствием состава преступления.
Однако 24 июля 2003 года Московский гарнизонный военный суд вынес приговор по второму уголовному делу Олейника (о продаже «облигаций внутреннего валютного займа»), и, таким образом, Олейник остался под стражей и после реабилитации по «делу ЕЭСУ».

### Дело подполковников Изгагина и Чурилова
В середине 2000 года, в рамках «дела ЕЭСУ», Главная военная прокуратура РФ возбудила дело против двух подполковников ЦУМРа (Центральное управление материальных ресурсов и внешнеэкономических связей Минобороны РФ) Александра Изгагина и Бориса Чурилова. В 1996—1999 годах они участвовали в реализации соглашения о поставках стройматериалов фирмой ЕЭСУ. По версии следствия, Изгагин получил взятку в 5 тыс. долларов, а Чурилов в пятьсот долларов — и за эти взятки они, по мнению Главной военной прокуратуры, завысили стоимость поставляемых ЕЭСУ стройматериалов на 98 млн долларов, нанеся ущерб Министерству обороны.
Александр Изгагин сообщил газете «Коммерсант» (27.1.2005), что обвинение относительно «взяток от Тимошенко» в основном базируется «на сравнении стоимости мебели, поставленной по контракту Украиной, и стоимости мебели, которая выпускается в системе ГУИНа (Главного управления исполнения наказаний)»:
- «Понятно, что стоимость товара, который произведен в колониях и без учёта НДС, гораздо ниже. К тому же мы же в рамках соглашения между Россией и Украиной лишь оформляли документы»[17][26]. «Никаких взяток она (Тимошенко) мне не давала, это просто смешно. А во встречах по тому соглашению участвовали не только мы, но и Ельцин с Кучмой»[26];
- Обвинения в адрес Тимошенко Изгагин называет «бредовыми», а само дело — политическим. По словам офицера, после ареста в 2000 году от него требовали показаний на Тимошенко и высокопоставленных чиновников Минобороны России, обещая выпустить из СИЗО[26].

Гособвинитель требовал приговорить Изгагина к восьми, а Чурилова — к пяти годам лишения свободы с конфискацией имущества (оба обвинялись в получении взятки от ЕЭСУ, Тимошенко).
Однако 7 июля 2003 года Московский окружной военный суд полностью оправдал Изгагина и Чурилова, поскольку суд счёл недоказанными «обвинения в совершении ими каких-либо действий в пользу ЕЭСУ», а также «обвинения в получения Изгагиным и Чуриловым через посредника каких-либо денег от Ю. Тимошенко». Военная коллегия Верховного суда РФ оставила в силе оправдательный приговор, не удовлетворив кассационное представление Главной военной прокуратуры.

### Вопрос о завышении стоимости поставляемых стройматериалов и мебели
Важным является вопрос о стоимости поставляемых стройматериалов и мебели. Например, генерал-полковник Леонид Ивашов образно сказал: «Фактически, нам предлагали покупать обычные унитазы по цене золотых», мол, Олейник «не хотел покупать по таким сумасшедшим ценам, но тогда на него надавили из Правительства РФ». Но сам Георгий Олейник указывал, что удорожание стройматериалов произошло, в частности, из-за введения на них НДС (вскоре этот налог был отменён); а подполковник Изгагин указал, что вывод о «завышение стоимости стройматериалов» делался на основе одной экспертизы, которая сравнила «стоимость мебели на Украине» и «стоимость мебели, произведённой заключёнными в России».

### По делу ЕЭСУ суд не установил фактов взяточничества генералов и офицеров Минобороны России
Из всех обвиняемых по вышеуказанным уголовным делам лишь Изгагина и Чурилова обвиняли в получении взяток от ЕЭСУ (но Изгагин и Чурилов оправданы судом летом 2003 года); всех остальных обвиняли в «превышении служебных полномочий» (именно по этой статье был осужден Г. Олейник).
Олейник заявил, что ни о каких взятках с его стороны не могло быть речи, потому что он не заключал эти соглашения, не контролировал конкретные поставки материалов, а лишь поставил подпись на платёжке по перечислению денег: «Какие взятки! Тимошенко я видел два раза в жизни. Один раз она приезжала к Косовану (замминистра обороны по строительству) в Москву, от него вместе с Зобниным (начальник Центрального управления материальных ресурсов Минобороны) зашла ко мне. В другой раз мы встретились на совещании у Косована. Даже словом не перемолвились».
Олейник сказал, что он не мог не перечислить указанные деньги, поскольку это было прямо предусмотрено указанными соглашениями. Олейник сказал: «ГУВБИФ выполнил техническую работу».

### Дело первого заместителя министра финансов Вавилова
В рамках расследования «дела ЕЭСУ и Минобороны», 28 мая 2001 года Главная военная прокуратура предъявила обвинение «в превышении должностных полномочий» бывшему первому заместителю министра финансов, а позже председателю ЗАО «Северная нефть» Андрею Петровичу Вавилову. Однако в первых числах декабря 2001 года дело Вавилова «по договору ЕЭСУ и Минобороны» было прекращено.

## Возобновление интереса к «делу ЕЭСУ и Олейника» на Украине и в России в 2009—2012 годах

### Фильм «Я отсидел за Тимошенко», 2009 год
Георгий Олейник снялся в публицистическом фильме, в котором «голос за кадром» сообщает, сведения, противоречащие решениям судов и материалам следствия, в частности, о взятках «десяти чиновникам Минобороны России» при поставках стройматериалов с Украины.
В 2009 году (во время предвыборной кампании на выборах президента Украины) на телеканалах Украины был широко показан фильм «Я отсидел за Тимошенко. Григорий Олейник» (фильм снят фирмой ООО «Регион Киев медиа», 2009 год, продолжительность фильма 9 минут):
- В фильме утверждается, что Г. Олейник отсидел «по делу ЕЭСУ, по вине Тимошенко» три года[32], хотя в реальности Олейник по «делу ЕЭСУ» был амнистирован через три месяца после суда (16 августа 2002), а «три года в заключении» отбывал по совершенно иному делу;
- В фильме утверждается, что «генеральная прокуратура выяснила, что Юлия Тимошенко создала целую систему по подкупу чиновников Министерства обороны (России), взятки получили около десяти высокопоставленных сотрудников ведомства, которые отвечали за поставку стройматериалов, на раздачу взяток было выделено более девяносто тысяч долларов»[32]. В реальности же по «делу ЕЭСУ в России» не было осуждено ни одного человека, кроме Олейника (который был амнистирован и реабилитирован); и даже Олейнику по «делу ЕЭСУ» прокуратура не выдвигала обвинений в коррупции[2].

### Возобновление «дела ЕЭСУ и Минобороны России» на Украине, 2011 год
На протяжении 2002—2011 годов политики и пресса Украины и России часто использовали «дело ЕЭСУ и Олейника» в качестве «чёрного пиара».
12 октября 2011 года генпрокуратура Украины возобновила «дело ЕЭСУ» против экс-премьер-министра Ю. Тимошенко, на том основании, что 11 октября 2011 Тимошенко была осуждена «за договор с Россией о поставках и транзите газа от 19 января 2009», и из-за этого «нового преступления» все старые дела могут быть открыты заново, поскольку (по мнению генпрокуратуры Украины) теряют «срок давности».
Через день, 14 октября 2011 года, по «делу ЕЭСУ» высказался генерал-полковник Леонид Ивашов (начальник Главного управления международного военного сотрудничества Министерства обороны РФ в 1996—2001 годах), который пояснил, что Россия давно закрыла дело против Юлии Тимошенко: «Новое дело — это надувательство. Россия, по сути, простила Украине этот долг ради более высоких стратегических целей». Высказывание генерала Ивашова «Новое дело — это надувательство» было широко растиражировано в прессе.
Однако генерал-полковник Леонид Ивашов ошибочно сказал (14 октября 2011), что Олейник отсидел за «поставки стройматериалов из Украины» почти четыре года. В действительности же — три месяца, амнистирован, реабилитирован.
19 октября 2011 года (в интервью немецкому изданию «Frankfurter Allgemeine Zeitung») президент Украины Янукович утверждал, что из-за Тимошенко генерал Олейник был осуждён на шесть лет (без упоминания о реабилитации Олейника по «делу ЕЭСУ»), а также говорил о том, что и в России, мол, была выявлена «заинтересованность (то есть взятки) со стороны сотрудников министерства обороны России»:

«Наиболее сложные вопросы относятся к периоду, когда Тимошенко возглавляла ЕЭСУ… Это известно из дела русского генерала Георгия Олейника»

«Если бы не было процесса в России, где был осужден к шести годам лишения свободы и также заключен генерал-полковник Олейник: в этом преступлении Тимошенко была задействована непосредственно, особенно в случаях, где была заинтересованность со стороны сотрудников министерства обороны России».
Такая же недостоверная информация подана (29 октября 2011) в выступлении первого заместителя генпрокурора Украины Рената Кузьмина:

«Чиновники министерства обороны России за получение взяток и за другие нарушения, которые были допущены в пользу компании Тимошенко, были осуждены, а сама Тимошенко была обвиняемой по этому делу и была признана виновной в организации дачи взяток».
В реальности по «делу ЕЭСУ в России» не было осуждено ни одного человека, кроме Олейника. И даже Олейнику по «делу ЕЭСУ» не выдвигали обвинений в коррупции.

## Мультимедийные материалы
- «Я отсидел за Тимошенко. Георгий Олейник». Архивная копия от 19 марта 2014 на Wayback Machine Фильм был широко показан по телевидению Украины перед президентскими выборами 2010 года, и в последующем использовался многими телеканалами Украины для освещения темы «договоров ЕЭСУ и Минобороны России». Фильм снят в 2009 году малоизвестной фирмой ООО «Регион Киев медиа» (имеет офис в городе Вишнёвое под Киевом, но не имеет сайта), продолжительность фильма 9 минут. Фильм содержит ряд неправдивых утверждений, в частности, что «десять военнослужащих Минобороны России, осуждёны за взятки от ЕЭСУ»; а генерал Олейник отсидел в тюрьме более трёх лет по вине Юлии Тимошенко.